# Superstrat
Cet article possède un paronyme, voir Super Strat.
En linguistique historique et en sociolinguistique, le terme « superstrat » désigne un ensemble de faits linguistiques (phonétiques, grammaticaux ou lexicaux) nouveaux dans une langue, imputables à l’influence d’une autre langue. Dans ce cas, une langue B exerce son influence sur une langue A sur un territoire donné, sans toutefois la supplanter. À terme, les locuteurs de la langue B finissent par adopter la langue A. Par extension, le terme désigne parfois la langue qui cause ces changements, bien qu’on préfère souvent parler dans ce cas de « langue de superstrat ».

## En linguistique historique
La langue superstrat ne remplace pas la langue qu’elle influence mais y laisse des traces plus ou moins importantes. Les langues germaniques du Moyen Âge, par exemple, ont disparu mais ont exercé une influence relativement importante sur certaines langues romanes occidentales à la suite des Grandes invasions. Dans le cas du français, c’est la langue des Francs qui a influencé le gallo-roman parlé dans la moitié nord de la France actuelle, devenant ainsi le superstrat du futur français. Au niveau lexical, le francique y a laissé un assez grand nombre de mots (blé, danser, hêtre, bleu, guerre, etc.), de nombreux toponymes, beaucoup de noms de personnes. Dans le domaine phonétique, on lui doit l’h aspiré. En effet, le phone latin [h] ne s’était pas conservé en gallo-roman mais le francique l’a réintroduit, y compris dans des mots d’origine latine qui ne l’avaient pas, ex. altus devenu haut sous l’influence du francique *hauh, *hoh. Sur le plan grammatical, on lui doit une évolution dans l’ordre des mots : l’ordre déterminant + déterminé ou bien la place finale du verbe dans les subordonnées en ancien français seraient dus à l’influence germanique. Le superstrat francique est l’un des facteurs qui ont contribué à la différenciation des dialectes septentrionaux du gallo-roman de ses dialectes méridionaux, dont est issu l’occitan.
La langue anglaise repose sur le vieil anglais, enrichi par les variétés de la langue d’oïl parlées par les conquérants de l’Angleterre, pour la plupart Normands.
D’autres auteurs étendent l’acception ci-dessus du superstrat aux emprunts faits par une langue après sa formation, y compris par voie savante. Ainsi, dans l’évolution du roumain, on pourrait parler de superstrats albanais, slave, hongrois, turc, grec moderne, allemand, italien, latin savant et français.
Des exemples de superstrats historiques et en même temps actuels sont des langues comme l’anglais, le français, l’arabe, etc., avec leur influence sur les langues de certains peuples autochtones, résultat d’une domination politique, économique ou culturelle.

## En sociolinguistique
Dans cette branche de la linguistique, le superstrat est considéré comme une langue qui en domine une autre et reste dominante. À la suite du contact et de l’interférence entre une langue superstrat et une langue autochtone qui, dans ce cas, constitue un substrat, des variétés de la langue superstrat peuvent se former, comme, en Inde, l’Indian English, plus proche de l’anglais standard que le Hinglish, plus fortement influencé par le substrat, et à Singapore – le Singapore English et le Singlish,.
Les idiomes appelés pidgins et ceux appelés créoles sont eux aussi basés sur des langues substrats et des langues superstrats. La frontière entre pidgin et créole n’est pas nette. Un pidgin est employé dans la communication entre locuteurs de langues maternelles différentes. Les pidgins ne sont pas des langues maternelles et n’ont pas vocation à être transmises de génération en génération. Elles peuvent cependant devenir à terme des langues créoles, qui, elles, sont transmissibles de la mère à l’enfant au sein d’une communauté linguistique homogène. Un tel idiome est le tok pisin, parlé en Papouasie-Nouvelle-Guinée, considéré comme « pidgin et langue créole » par Bussmann 1998. Des exemples de langues créoles proprement-dites sont l’haïtien, à superstrat français, ou le créole hawaïen, à superstrat anglais.

## Sources bibliographiques
- (en) Bussmann, Hadumod (dir.), Dictionary of Language and Linguistics [« Dictionnaire de la langue et de la linguistique »], Londres – New York, Routledge, 1998  (ISBN 0-203-98005-0) (consulté le 5 juin 2018)
- Camproux, Charles, Les langues romanes, Paris, P.U.F., 1974
- (ro) Constantinescu-Dobridor, Gheorghe, Dicționar de termeni lingvistici [« Dictionnaire de termes linguistiques »], Bucarest, Teora, 1998 ; en ligne : Dexonline (DTL) (consulté le 5 juin 2018)
- (en) Crystal, David, A Dictionary of Linguistics and Phonetics [« Dictionnaire de linguistique et de phonétique »], 4e édition, Blackwell Publishing, 2008  (ISBN 978-1-4051-5296-9) (consulté le 17 avril 2023)
- (en) Crystal, David, The Cambridge Encyclopedia of the English Language [« Encyclopédie Cambridge de la langue anglaise »], 3e édition, Cambridge, Cambridge University Press, 2019,  (ISBN 978-1-108-42359-5)
- Dubois, Jean et al., Dictionnaire de linguistique, Paris, Larousse-Bordas/VUEF, 2002 (consulté le 17 avril 2023)
- (en) Eifring, Halvor et Theil, Rolf, Linguistics for Students of Asian and African Languages [« Linguistique pour les étudiants en langues asiatiques et africaines »], Université d’Oslo, 2005 (consulté le 5 juin 2018)
- Grevisse, Maurice et Goosse, André, Le Bon Usage. Grammaire française, Bruxelles, De Boeck Université, 2007, 14e édition,  (ISBN 978-2-8011-1404-9) (consulté le 17 avril 2023)
- Neveu, Franck, Dictionnaire des sciences du langage, Paris, Armand Colin, 2004